# Ellis Marsalis Jr.
Ellis Louis Marsalis Jr, född 14 november 1934 i New Orleans, Lousiana, död 1 april 2020 i New Orleans, var en amerikansk jazzpianist och musiklärare.
Elias Marsalis växte upp i New Orleans, som son till Florence (född Robertson) and Ellis Marsalis Sr., en affärsman och social aktivist. Tillsammans med sin hustru Delores Ferdinand fick han sex söner, av vilka Branford, Wynton, Delfeayo och Jason också blev jazzmusiker.
Marsalis spelade saxofon i high school, men bytte till piano sedan han börjat studera klassisk musik vid Dillard University, där han tog examen 1955, och senare vid Loyola University New Orleans.
På 1950- och 1960-talen spelade han bland annat med Ed Blackwell, Cannonball Adderley, Nat Adderley och Al Hirt.
Under 1970-talet undervisade han vid New Orleans Center for Creative Arts, med studenter som Terence Blanchard, Harry Connick Jr., Donald Harrison, Marlon Jordan och Nicholas Payton.
Trots att han spelat in ett 20-tal egna skivor och medverkat på många fler, med artister som Eddie Harris och Courtney Pine, har han fokuserat mer på undervisningen, och varit drivande vid lärosäten som New Orleans Center for Creative Arts, University of New Orleans och Xavier University of Louisiana.
Han pensionerade sig 2001. 2007 utsågs han till hedersdoktor vid Tulane University för sin bidrag till utbildning inom jazz och annan musik. År 2018 antogs han till Louisiana Music Hall of Fame.
Marsalis dog den 1 april 2020 av lunginflammation orsakad av Covid-19.

## Diskografi (i urval)

### Som bandledare
- 1990 Ellis Marsalis Trio (Blue Note)

- 1996 Loved Ones med Branford Marsalis (Columbia)

### Som gästartist
Med Branford Marsalis
- 2003 Romare Bearden Revealed

Med Wynton Marsalis
- 1982 Wynton Marsalis
- 1982 Fathers and Sons
- 1986 J Mood

Med Irvin Mayfield
- 1998 Irvin Mayfield
- 2001 How Passion Falls

#### Med andra
- 1958 Boogie Live ...1958, Ed Blackwell
- 1962 In the Bag, Nat Adderley
- 1990 Solos (1940), Art Tatum